# Iridopsis fulvitincta
Iridopsis fulvitincta är en fjärilsart som beskrevs av W. Warren 1897. Iridopsis fulvitincta ingår i släktet Iridopsis och familjen mätare. Inga underarter finns listade i Catalogue of Life.